# 尼古拉·尼古拉耶维奇·伊万诺夫 (政治人物)
尼古拉·尼古拉耶维奇·伊万诺夫（羅馬化：Nikolay Nikolayevich Ivanov；1957年1月17日—）是俄罗斯政治人物，第三、六、七、八届国家杜马代表。
1979年至1981年，伊万诺夫在苏联军队服役。1981年至1987年，任共青团库尔斯克地区委员会教员、处长。1997年至1998年，担任库尔斯克州州长亚历山大·鲁茨科伊的副主席。1996年12月当选库尔斯克州杜马议员。1999年至2003年任第三届国家杜马代表。2006年和2011年当选第四届和第五届库尔斯克州杜马议员。不过第五届任期未满他便辞去职务，成为第六届国家杜马代表。2016年、2021年连续当选第七届、第八届国家杜马议员。

## 制裁
伊万诺夫于2022年因俄乌战争而受到英国政府制裁。